# Austin 7
Austin 7 — бюджетный автомобиль компании Austin Motor Company, производился с 1922 по 1939 год в Великобритании. Имел прозвище «Малютка Остин» (англ. Baby Austin). Один из самых популярных автомобилей, когда-либо продававшихся на британском рынке. Он вытеснил большинство недорогих автомобилей производства 1920-х годов и оказал на Англию тот же эффект, что и Форд Т на США. Автомобиль производился различными компаниями по всему миру. Первым автомобилем BMW был BMW Dixi, лицензированная копия Austin 7, в США существовала компания American Austin, во Франции выпуском лицезированных копий и собственных модификаций до начала 1950-х годов занималась компания Rosengart. Японский Nissan использовал его как основу для своих первых машин, правда, не озаботившись получением лицензии.
После Второй Мировой войны множество Austin 7s было переделано в «особые» (англ. specials), самодельные гоночные автомобили, собранные людьми без денег на дорогие кабриолеты, но с умениями автомехаников. К таким «особым» относились и первая гоночная машина Брюса Макларена, и первый Лотус, Lotus Mk1.
Автомобили Austin 7 были настолько известны, что компания дважды воскрешала это имя: в ранних моделях A30 в 1951 году и в Mini в 1959 году.

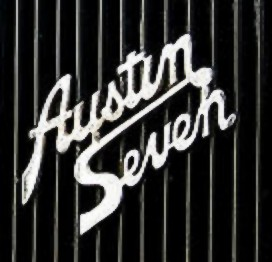

## История

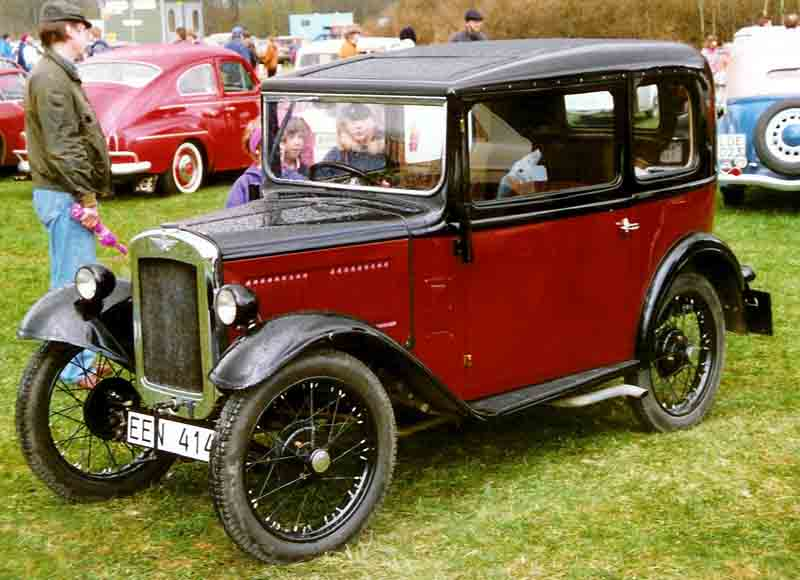
Austin 7 седан 1931 г. в.

До Первой Мировой войны компания Austin занималась производством в основном больших автомобилей, однако в 1909 году в их модельном ряду появился маленький одноцилиндровый Austin 7 hp, от компании Swift из Ковентри. после этого компания снова вернулась к большим авто.
В 1920 году сэр Герберт Остин начал работу над концептом небольшого автомобиля, в основном идя навстречу стремлениям молодых семей иметь доступный автомобиль. В 1921 году эту идею подстегнуло введение в Великобритании налоговой лошадиной силы. Проект сэра Остина не вписывался в консервативную политику его же компании, и совет правления встал в оппозицию к барону. Поскольку компания находилась во внешнем управлении, сэр Остин принял решение заниматься проектом в одиночку, на свой страх и риск, и в 1921 году нанял себе в помощь 18-летнего чертёжника, Стенли Эджа, до того работавшего на заводе Остин в Лонгбридже. Работы по созданию автомобиля велись в бильярдной комнате дома сэра Остина.
Изначально сэр Остин хотел использовать 2-цилиндровый двигатель с воздушным охлаждением, но Эдж убедил барона, что сможет спроектировать 4-цилиндровый двигатель, который будет лучше, тише, и не повысит цену автомобиля. Изначальный вариант мотора имел боковые клапана, объём 696 см³ (54×76 мм, н.л. с. = 7.2 л. с.), чугунный блок цилиндров со съёмной головкой и алюминиевый картер. В то время, как Эдж занимался в основном устройством автомобиля, в частности разработал 3-скоростную коробку передач и сцепление, сэр Остин ответственен более за дизайн внешнего вид автомобиля, вероятнее всего вдохновившись Фордом Т и Peugeot Quadrilette. Рама автомобиля, судя по всему, проектировалась под впечатлением от рамы американских грузовиков, использовавшихся на заводе Остина в начале 20-х годов.
Работы были завершены в 1922 году, и три прототипа, сконструированные на заводе в Лонгбридж, были представлены публике в июле. Сэр Остин вложил в проект солидную сумму и запатентовал множество инноваций на своё имя. В связи с этим с каждого проданного автомобиля барон имел роялти в 2 гинеи.
За первый (1923) год было произведено около 2500 машин, не так уж и много, однако за несколько лет «большой маленький автомобиль» (англ. big car in miniature) стёр всю индустрию мотоколясок и поднял на волне успеха компанию Остин. За все годы (1922—1939) было произведено 290 000 автомобилей.

## Шасси
Austin 7 был заметно меньше, чем Ford T. Соответственно, автомобиль и весил вдвое меньше — 360 кг. Двигатель имел соответствующий размерам.
Раму автомобиль имел лонжеронную, в виде буквы «А». У переднего, узкого, конца, перед поперечиной, располагался двигатель. Задняя подвеска была четверть-эллиптическая рессорная, спереди же устанавливалась полу-эллиптическая поперечная рессора. Ранние автомобили амортизаторов не имели. Тормозами были оборудованы все колёса, однако на моделях до 1930 года выпуска передние управлялись ручным тормозом (задние — педалью). Рулевое управление осуществлялось посредством червячной передачи.
В конце 1931 года шасси было удлинено на 6 дюймов (152,4 мм), соответственно удлинилась и колёсная база.

## Двигатель и трансмиссия

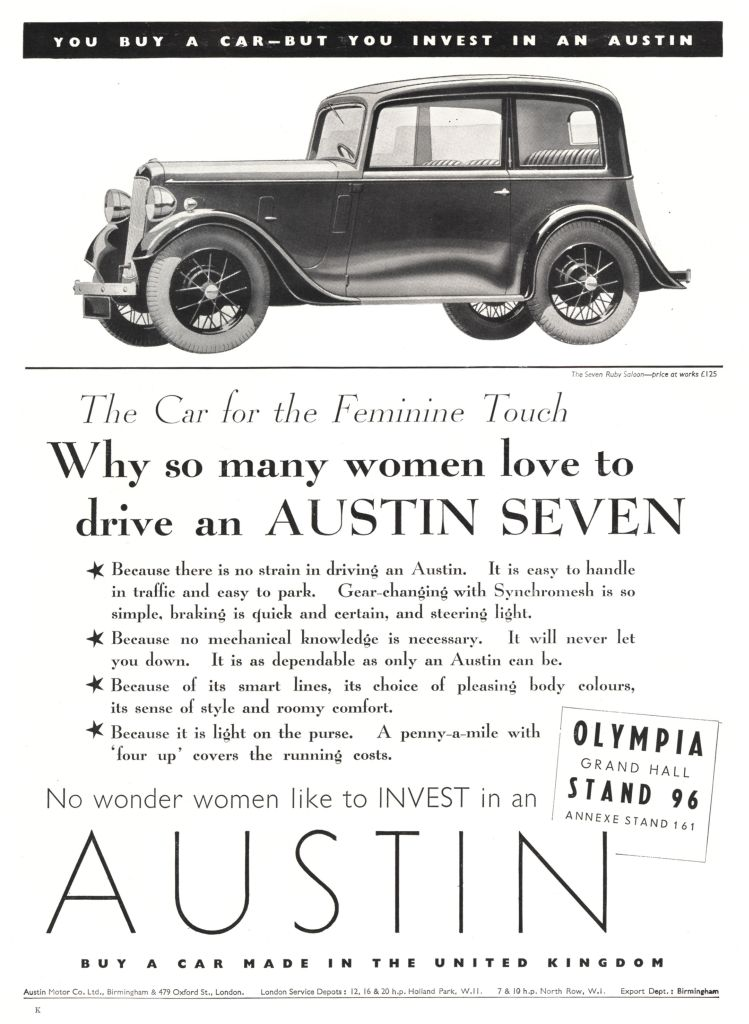
Реклама 1937 г.

Двигатель оригинального Остин 7 1922 года имел объём двигателя 696 см³ и н.л. с. = 7,2 л. с. С марта 1923 года автомобили стали комплектоваться двигателем с диаметром цилиндра, увеличенным до 56 мм (объём 747 см³, мощность 10 л. с.). Двигатели имели чугунный блок цилиндров с чугунной же головой, боковое расположение клапанов и алюминиевый картер. Охлаждение двигателя осуществлялось термосифоном, без помпы.
Коленчатый вал смазывался разбрызгиванием (на некоторые спортивные машины устанавливали масляный насос), имел двухточечное крепление: два шариковых подшипника спереди, один роликовый сзади. С 1935 года к ним добавился баббитовый подшипник скольжения в центре.

Коленчатый вал Austin 7 с подшипниками

Шатунные шейки струйно смазывались маслом, поступавшим из картера через каналы, высверленные в коленвале. Изначально диаметр шейки вала составлял 28,575 мм. (1,125 дюйма), однако позже был увеличен до 33,3375 мм. (1,3125 дюйма).
Электрический стартёр на автомобиле появился с ноября 1923 года. На ранние модели автомобиля устанавливалось магнето с приводом от шестерни ГРМ, катушка зажигания появилась только с 1928 года. Коробка передач имела три скорости вперёд и одну назад, передаточные числа были различными для автомобилей различного назначения. В 1932 году появилась 4-ступенчатая коробка передач, с 1933 г. коробка получила синхронизатор 3-й и 4-й передач, а с 1933 года — и синхронизатор 2-й и 3-й.
Главная передача гипоидного типа с передаточными числами от 4,1 до 5,6. На колёса усилие от двигателя передавалось посредством приводной трубы
Фирмой Reliant данный двигатель использовался как база при создании двигателя для ранних моделей их трёхколёсных автомобилей (в свою очередь, участники гоночного клуба 750 Motor Club использовали моторы Reliant для своих автомобилей Формулы 750).

## Гордон Ингланд

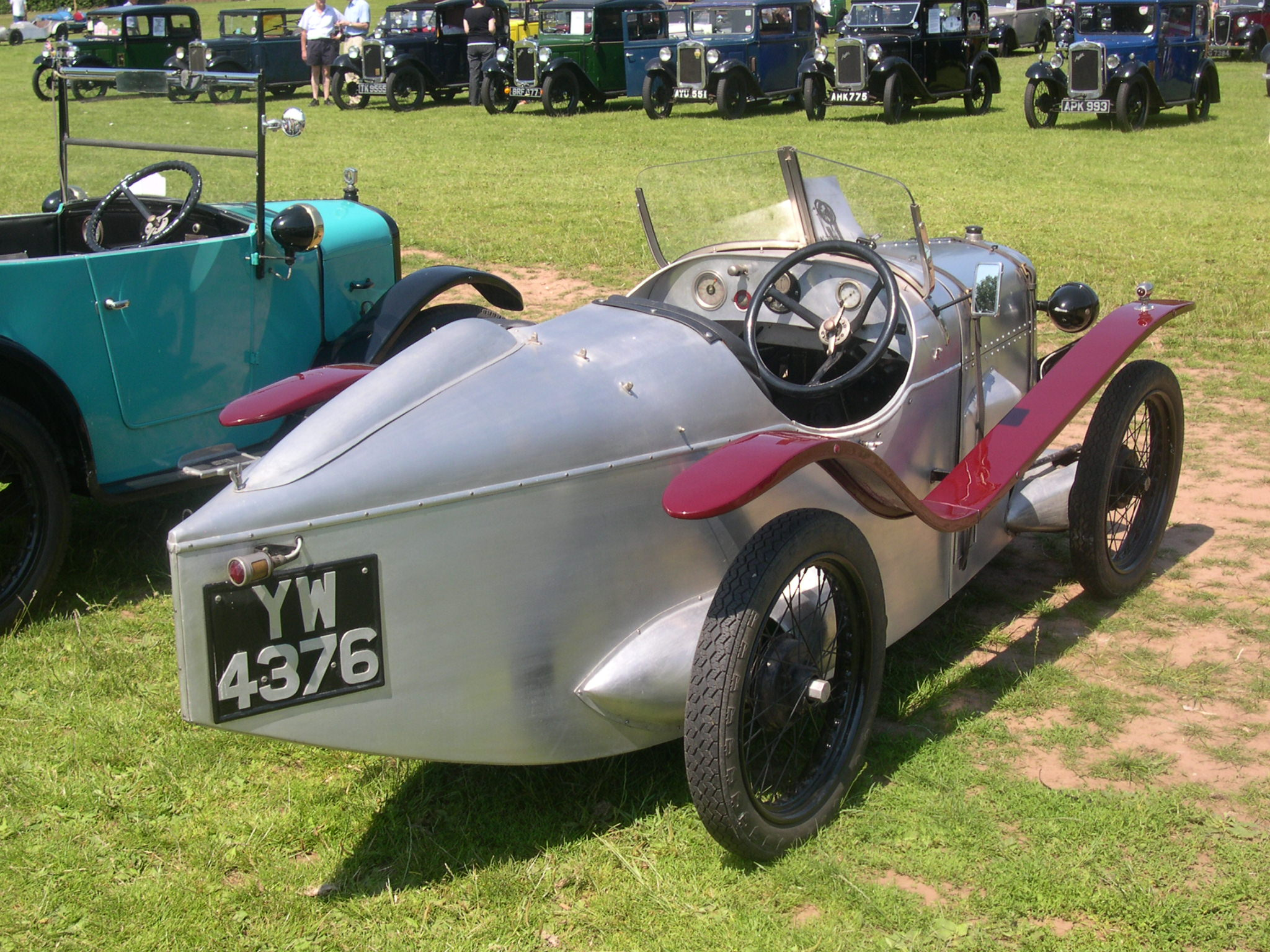
Gordon England Brooklands 1926 г. в., реплика

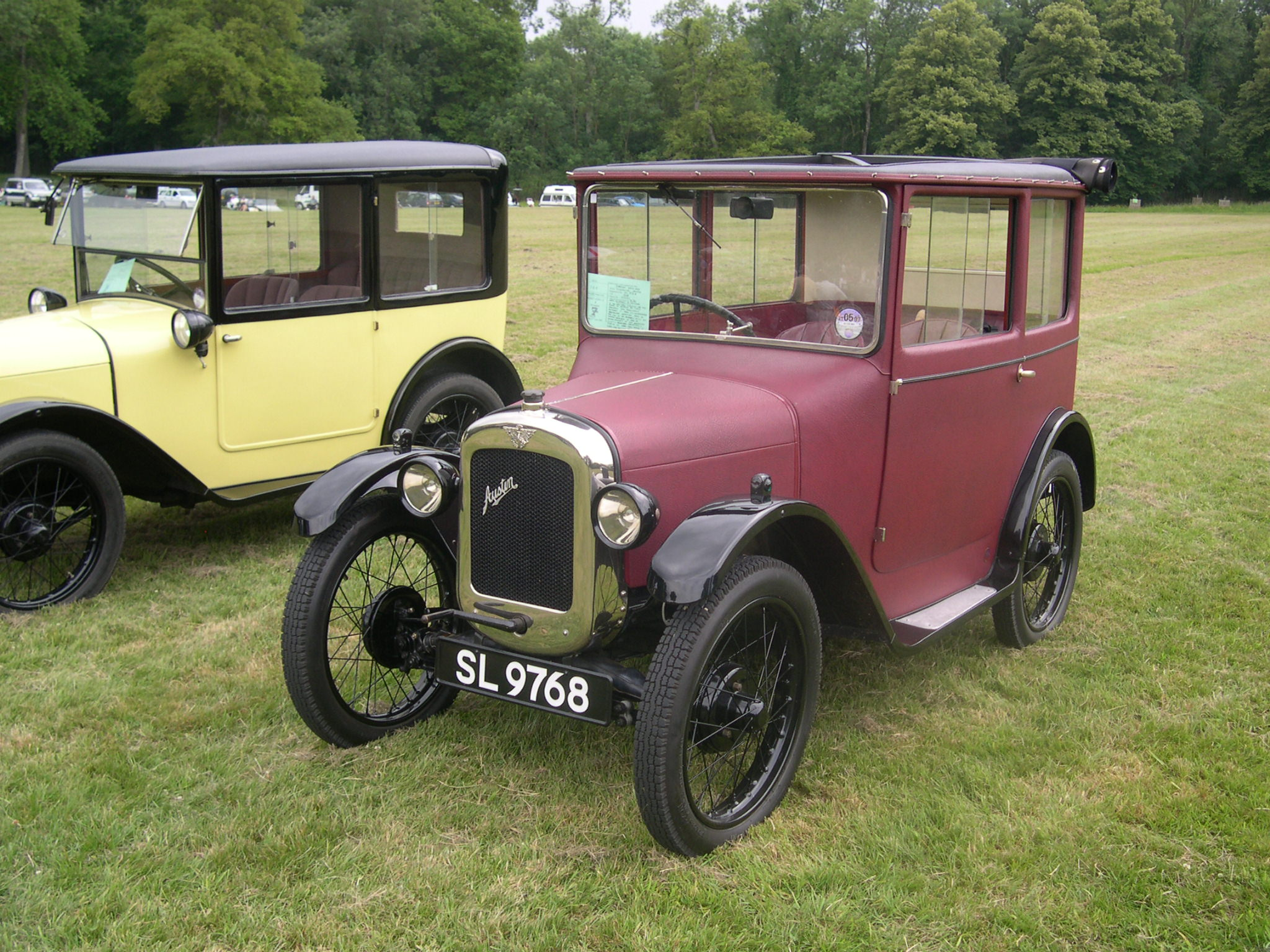
Gordon England Sunshine седан № 263 1928 г. в.

В 1923 году Артур Уэйт (Arthur Waite), зять Герберта Остина, одержал на Остин 7 несколько заметных побед, в марте на трассе Бруклэндс, а июне — в Монце. Тем временем машиной заинтересовался гонщик, авиатор и инженер Эрик Гордон Ингланд, и убедил сэра Остина предоставить ему гоночный вариант автомобиля. Уэйт и Лу Кингс (главный испытатель) вскоре столкнулись с рядом проблем из-за проблем с системой смазки двигателя. Гордону Ингланду же сопутствовал успех: поставив 6 рекордов на трассе Бруклэндс, он лично сконструировал 2-х местный кузов для своего Остин 7, весивший всего 9.1 кг, и заявил своё участие в 200-мильной гонке в Бруклэндс в классе 1100 см³. Гонка прошла в октябре 1923 года, Гордон Ингланд пришёл вторым, поставив за время гонки ещё 5 рекордов.
Таким образом, к январю 1924 года существовало два спортивных варианта Остин 7, «Sports» и «Brooklands Super-sports», последняя была репликой с автомобиля Гордона Ингланда. Каждый из этих Остинов продавался с сертификатом, подтверждающим поставленный автомобилем на трассе Бруклэндс рекорд скорости в 128,75 км/ч (80 миль/час). К 1925 году Гордон Ингланд установил 19 рекордов в классе 750 см³.

## Первый седан от Гордона Ингланда
Первый Остин 7 с кузовом седан был произведён кузовной компанией Гордона Ингланда. Гордон Ингланд был, в первую очередь, авиаконструктором (работал на Bristol Aeroplane Company), и его кузов, сделанный «на самолётных принципах», называли самым маленьким в мире. Кузов весил 13 кг, меньше, чем оригинальный, но стоил £210, почти вдвое дороже шасси (£112). Сообщалось также, что в сентябре 1926 года для машины будет готов цельнометаллический кузов типа седан за £165.
Пока заводские кузова отставали от моды, до начала 30-х годов, кузов «де люкс» от Гордона Ингланда оставался в каталоге Остина по цене на £20 (14 %) превышающей цену обычного цельнометаллического кузова. Также имелся 2-х местный «Cup Model» от Гордона Ингланда.

## Austin Seven Swallow

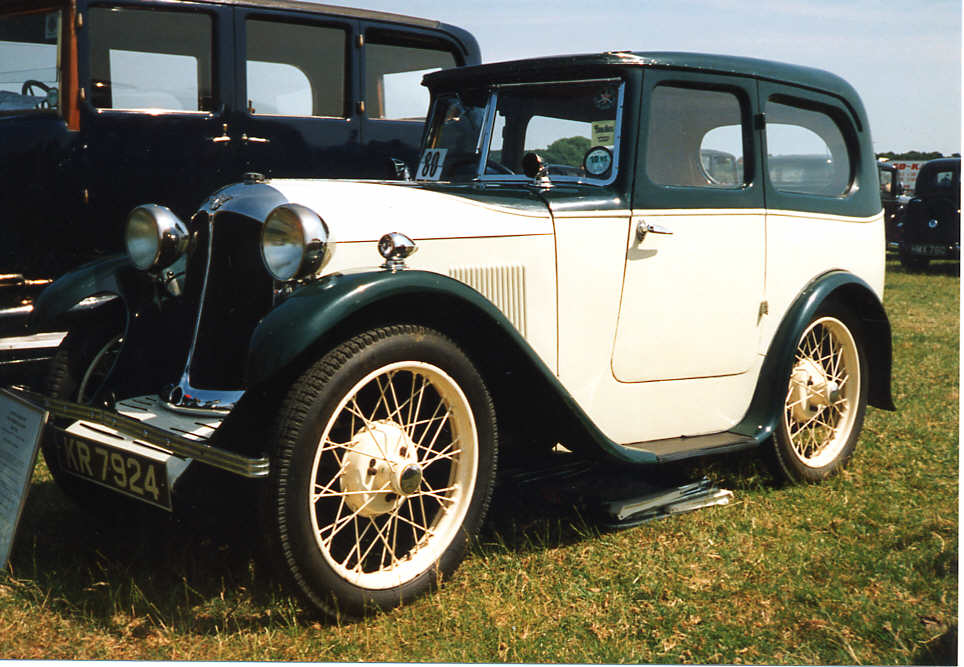
Austin Seven Swallow седан 1931 г. в.

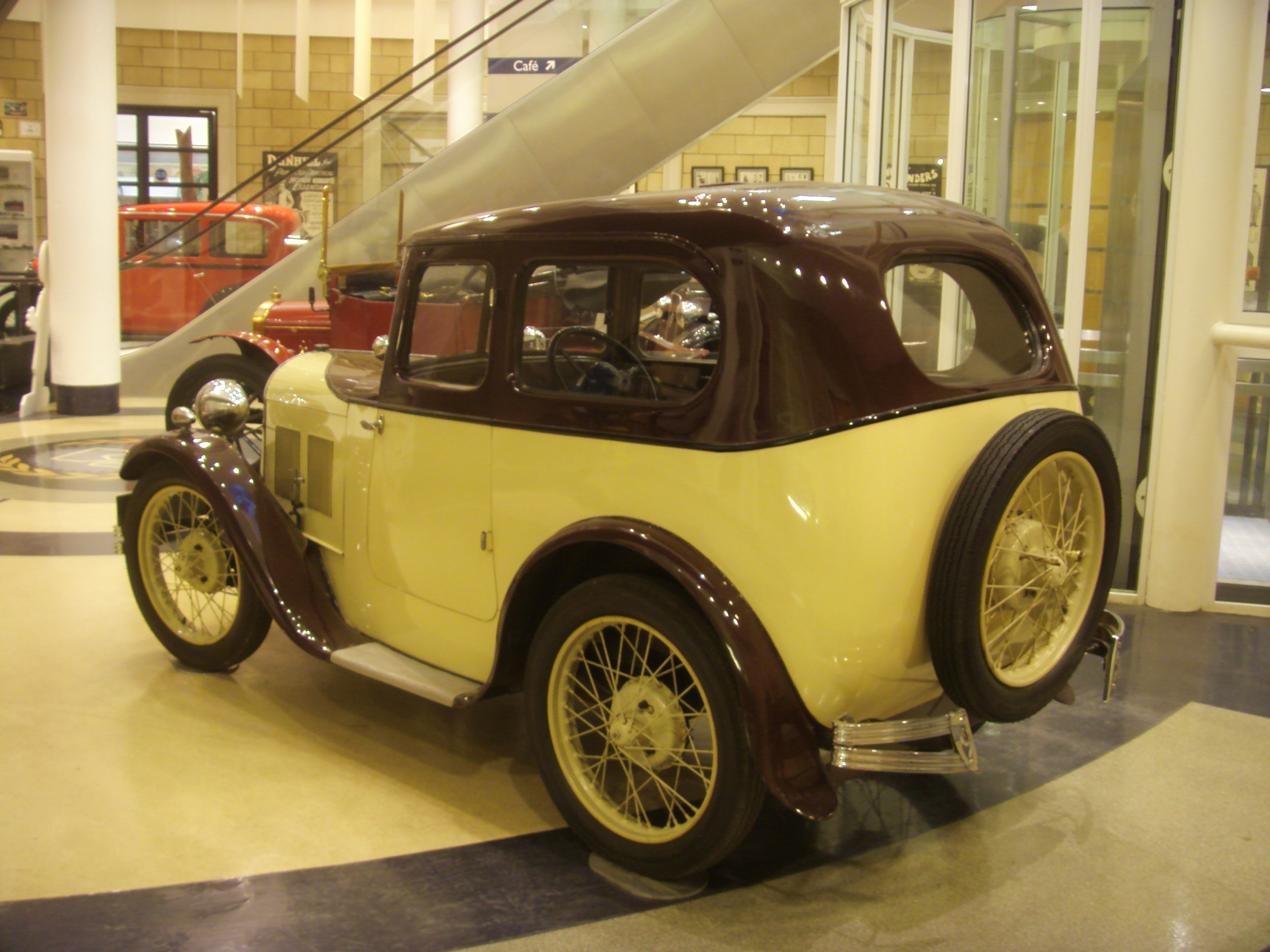
Austin 7 Swallow 1931 г. в., вид сзади

В 1927 году Вильям Лайонс, сооснователь Swallow Sidecar Company, увидел коммерческий потенциал в продаже Остин 7 в кузове собственной разработки. Купив шасси у дилера «Parkers of Bolton», он поручил одному из своих сотрудников, талантливому кузовному мастеру Кириллу Холланду (англ. Cyril Holland), придумать оригинальный турер: Austin Seven Swallow. Холланд работал в Swallow с конца 1926 года, до того пройдя обучение в компании Lanchester. Последним писком тогдашней моды была как можно более скруглённая задняя часть автомобиля, это называлось «купольная» (dome) форма.
С двухцветной окраской, стилем, присущим более дорогим автомобилям того времени, и доступной ценой (£175), Swallow завоевал популярность и в 1928 году выпустил модель с закрытым кузовом: Austin Seven Swallow Saloon.
В связи с трудностями запуска производства Austin Seven Swallows, Лайонсу в 1928 году пришлось переехать из Блэкпула в Ковентри. К 1932 году было произведено около 3500 кузовов. В том же году Лайонс принял решение изготавливать автомобили самостоятельно, под маркой SS, просуществовавшей до 1940 года. В 1945 году производство было возобновлено, уже под маркой Ягуар.

## Лицензионное производство
Под лицензией компании Остин автомобили Остин 7 производились American Austin с 1930 г., Dixi (позже куплена BMW) в Германии с 1927 г., Rosengart во Франции с 1928 г. Также автомобиль производился компанией Nissan, но, по некоторым данным, без лицензии. Кроме того, самоходные шасси экспортировались в Австралию, для досборки местными производителями.

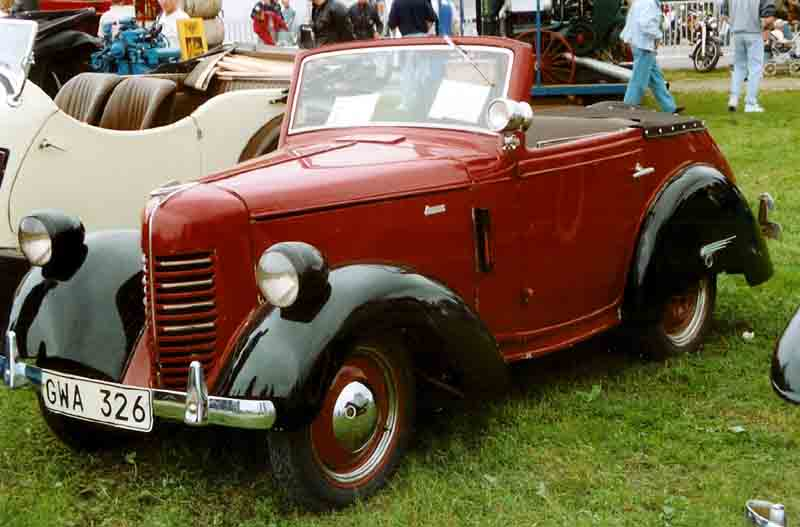
США American Bantam 1939 г.в.
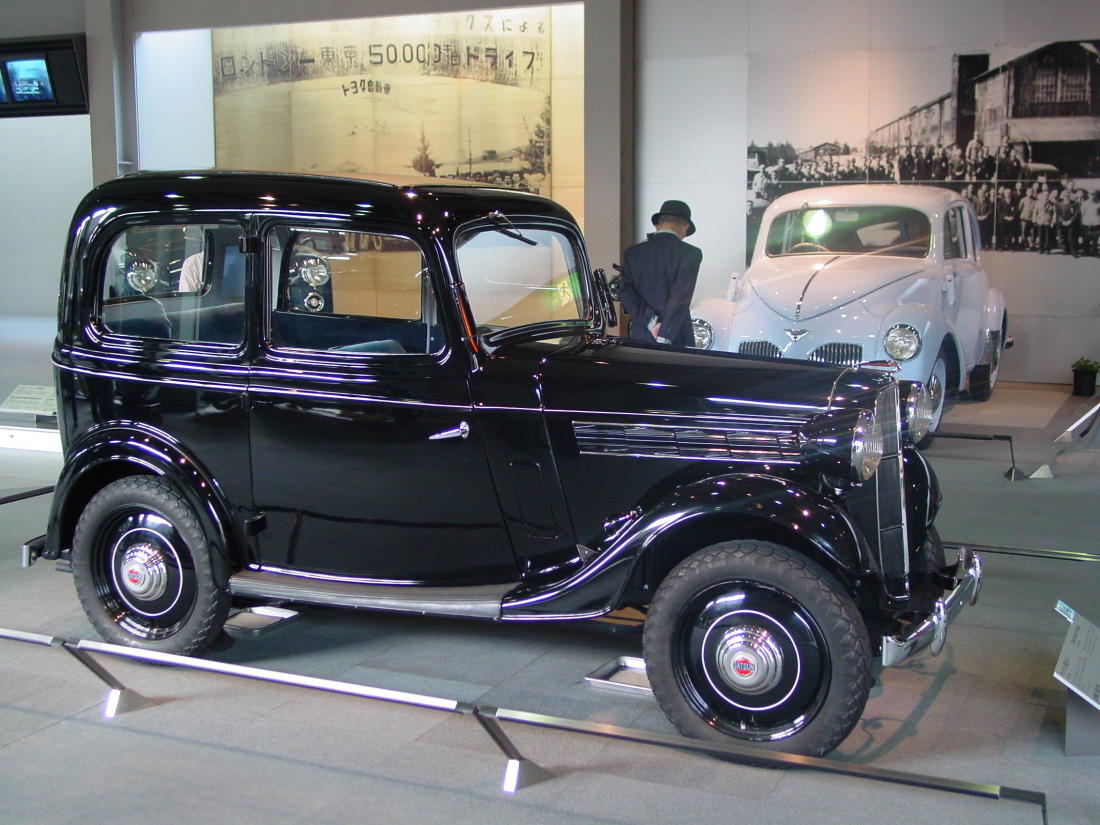
Япония Nissan (Datsun) 16 1937 г.в.
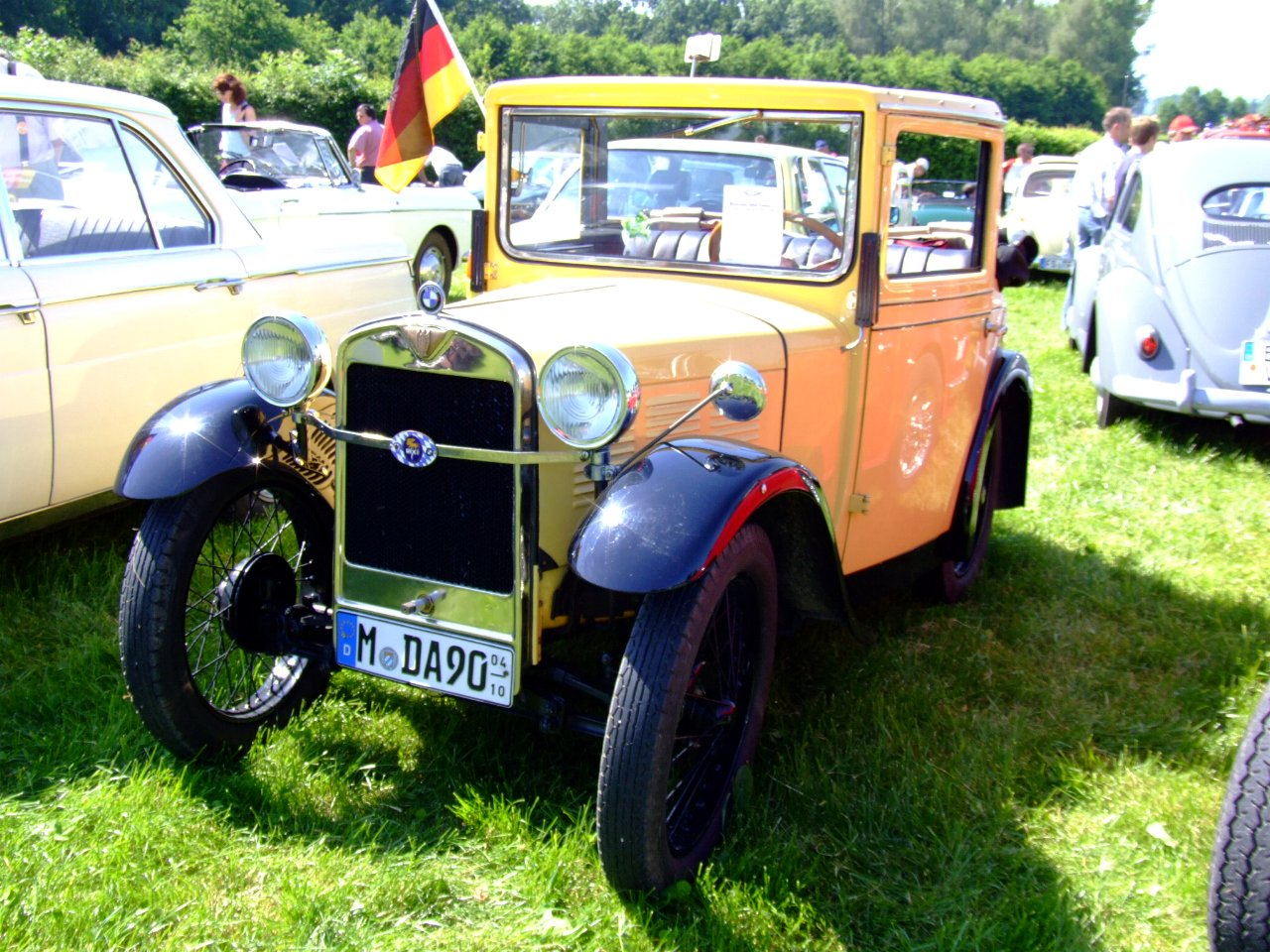
Германия BMW 3/15 1930 г.в.
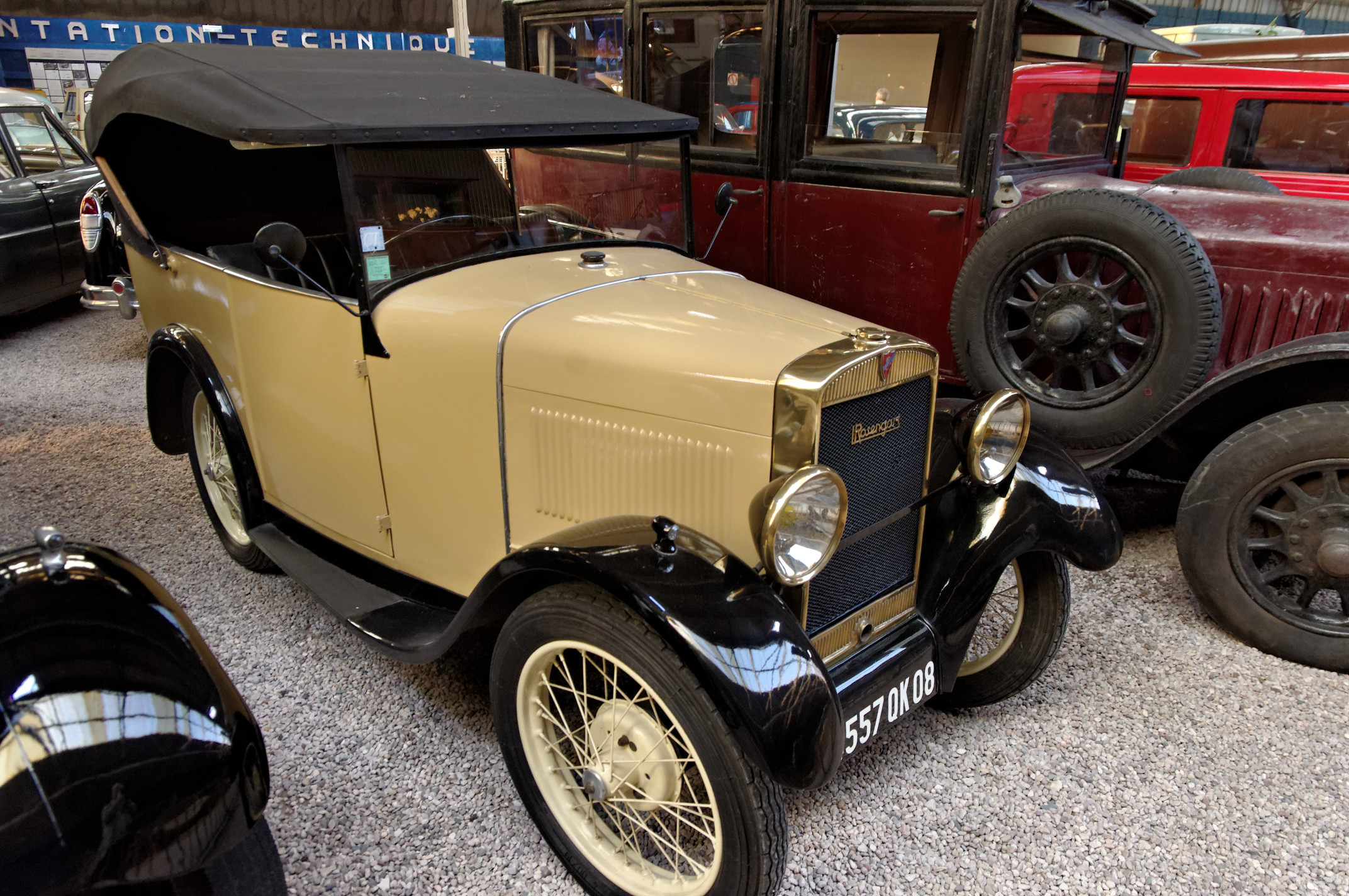
Франция Rosengart LR2, 1929

## Австралийские Austin Seven
После Первой Мировой войны, в попытках стимулировать собственную автомобильную индустрию, правительство Австралии ввело налог на импорт автомобилей. Однако, импортируемые шасси облагались налогом с меньшей ставкой. В результате местные сборщики продавали автомобили, состоящие из импортированных шасси с кузовами собственного изготовления.
Крупнейшим, и наиболее известным из них, был Holden’s Motor Body Builders. В середине 1920-х Холден начал импорт самоходных шасси Остин 7 и изготовление на их базе автомобилей с кузовами турер и родстер.

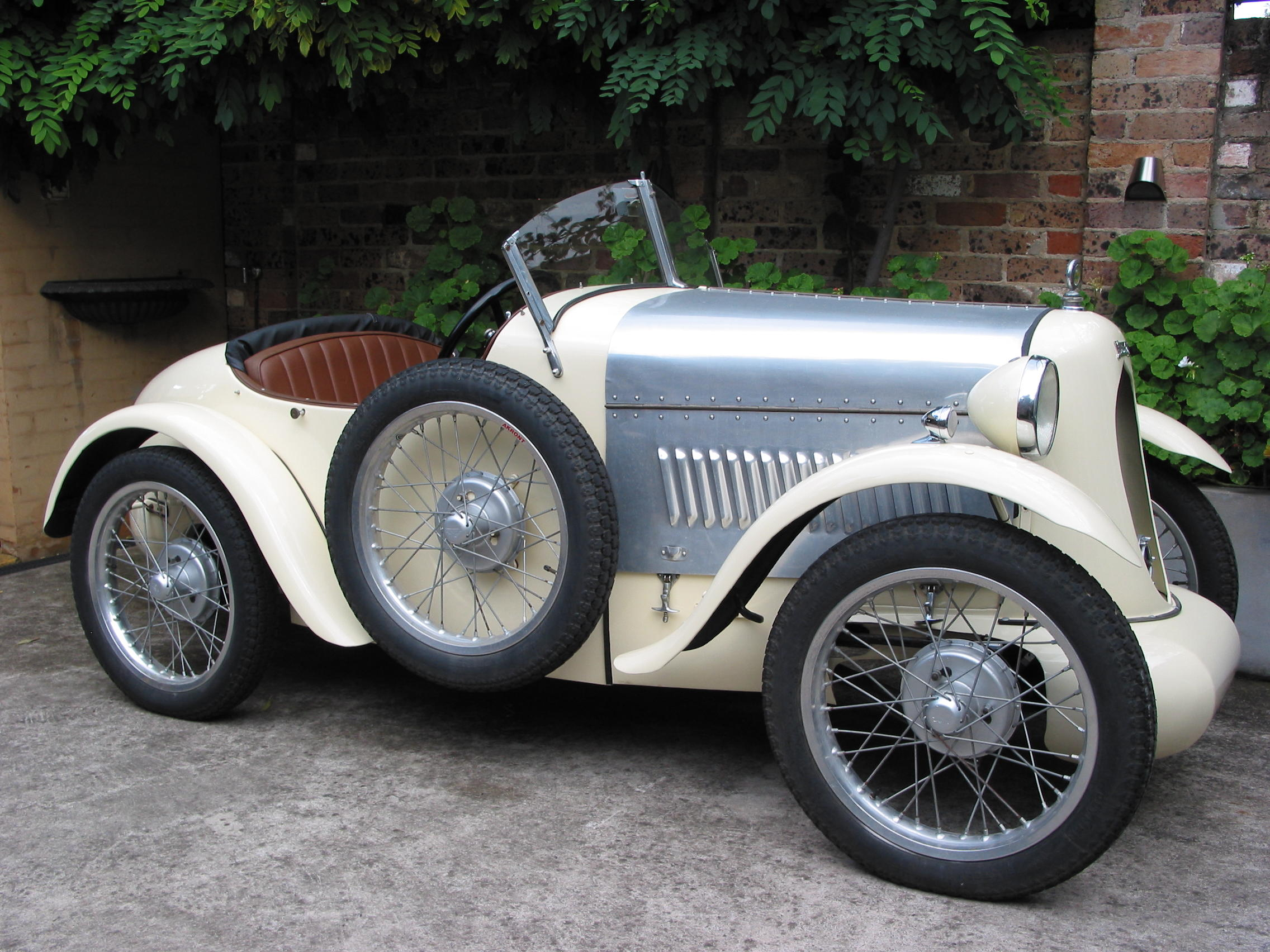
Австралийский Austin 7 Meteor 1929 г. в. (кузов от A. Robinson & Co.)

Первый спортивный автомобиль был собран компанией New South Wales Motors в 1924 году, и получил имя «Туз» (англ. Ace). Автомобиль под названием «Оса» (англ. Wasp) был собран компанией Melbourne Motor Body Company в Мельбурне в 1927 и Вильямом Грином в Сиднее в 1929 г. Ещё одним автомобилем из Сиднея стала «Комета» (англ. Comet) Билла Конолти, собранная между 1933 и 1934 годами. Автомобиль «Метеор» (англ. Meteor) производился разными производителями с 1928—1931 гг., в их числе Джеймс Флуд (Мельбурн), Джек Лонзар (Аделаида) и Робинсон & Ко. (Сидней).

## Компоновка
В 2007 году в одном из эпизодов программы Top Gear ведущие Джереми Кларксон и Джеймс Мей изучили некоторое количество автомобилей тех лет (в том числе Форд Т и De Dion-Bouton Model Q), и пришли к выводу, что Остин 7 был первым массовым автомобилем, c «современным» расположением педалей (сцепление, тормоз, газ). Впоследствии правда выяснилось что первым был Cadillac Type 53 1916 года.

## Типы кузова

### Турер

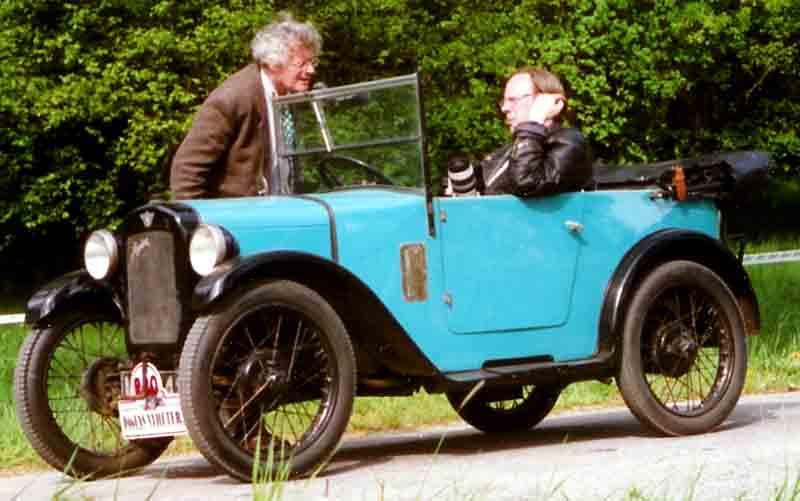
Austin 7 Chummy турер 1929 г. в.

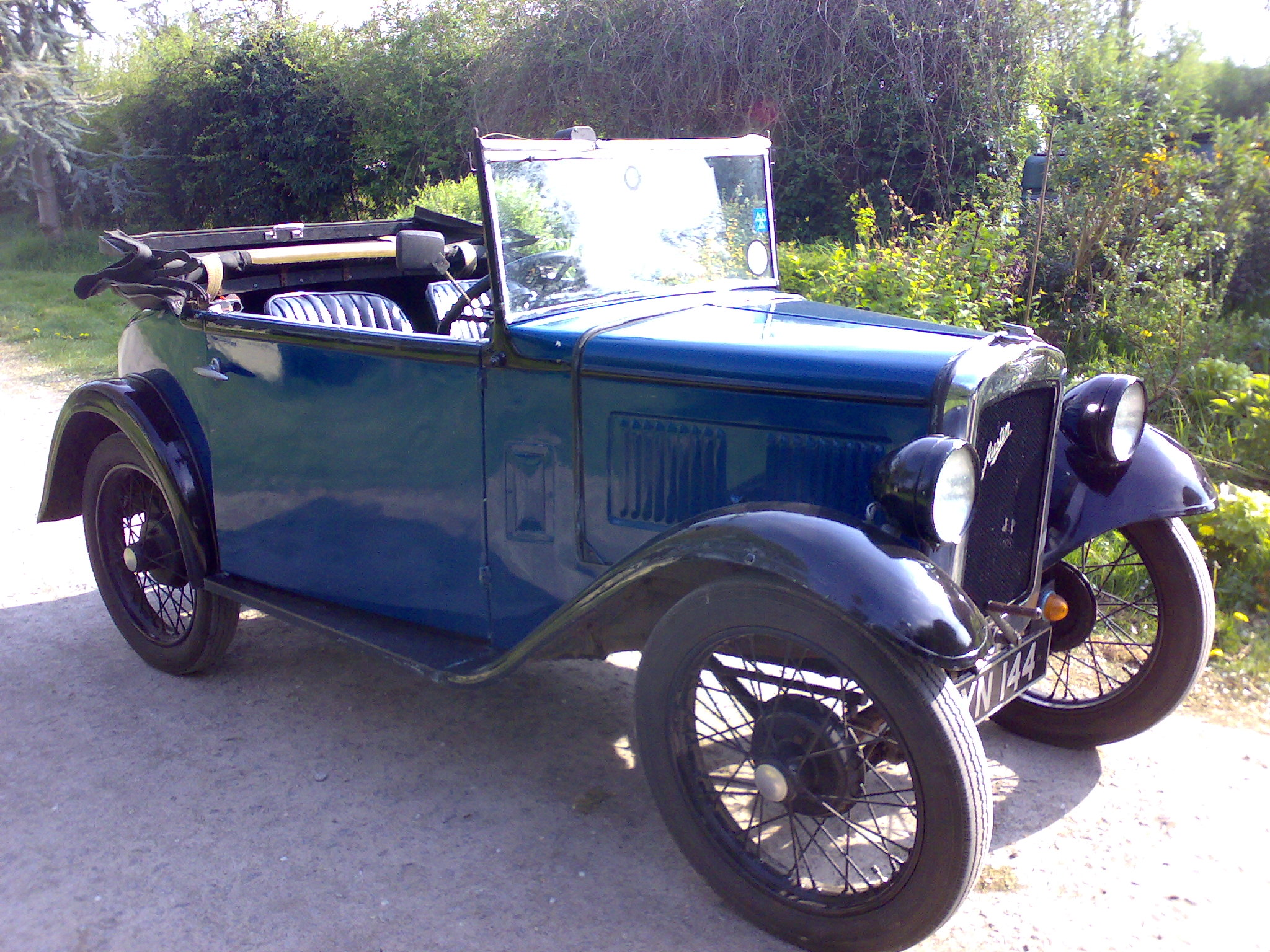
Austin 7 PD турер (pre-Opal) 1934 г. в.

| Тип | Название         | Описание                                 | с    | по   |
| --- | ---------------- | ---------------------------------------- | ---- | ---- |
| XL  |                  | прототипы                                | 1922 |      |
| AB  |                  | 4-х местный, алюминиевый                 | 1922 | 1924 |
| AC  |                  |                                          | 1924 | 1926 |
| AD  |                  | 4-х местный                              | 1926 | 1929 |
| AE  |                  | 4-х местный, на 2 дюйма (5 см.) шире AD  | 1929 | 1929 |
|     |                  | 2-х местный                              | 1929 | 1930 |
| AF  |                  | 4-х местный, стальной кузов              | 1930 | 1932 |
| AH  |                  | 4-х местный, стальной прессованный кузов | 1932 |      |
| AAK | Open road Tourer | решётка радиатора (Cowled radiator)      |      | 1934 |
| AH  |                  | 4-х местный, стальной прессованный кузов | 1932 |      |
| PD  |                  | 2-х местный                              | 1934 |      |
| APD | Opal             | 2-х местный                              | 1934 | 1936 |
| AAL | Open road Tourer | чехол запасного колеса                   | 1935 |      |
| AH  |                  | 4-х местный, стальной прессованный кузов | 1932 |      |
| APE | New Opal         | 2-х местный                              | 1936 |      |

### Седан

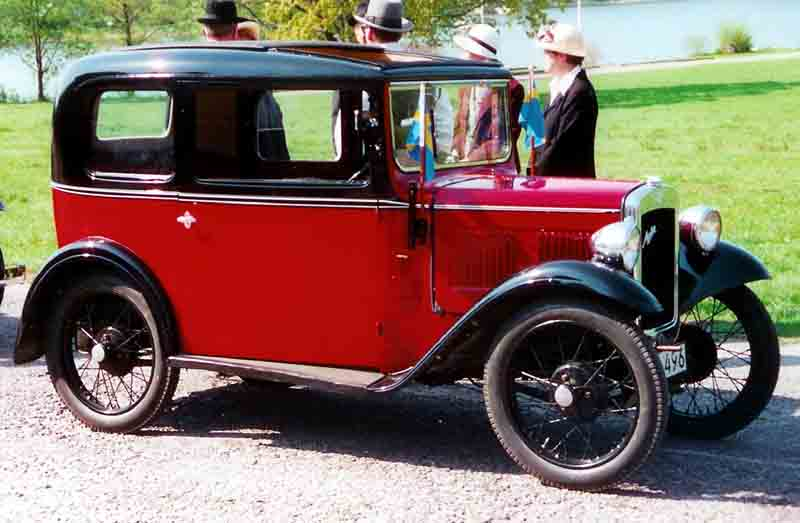
Austin 7 Box седан 1933 г. в.

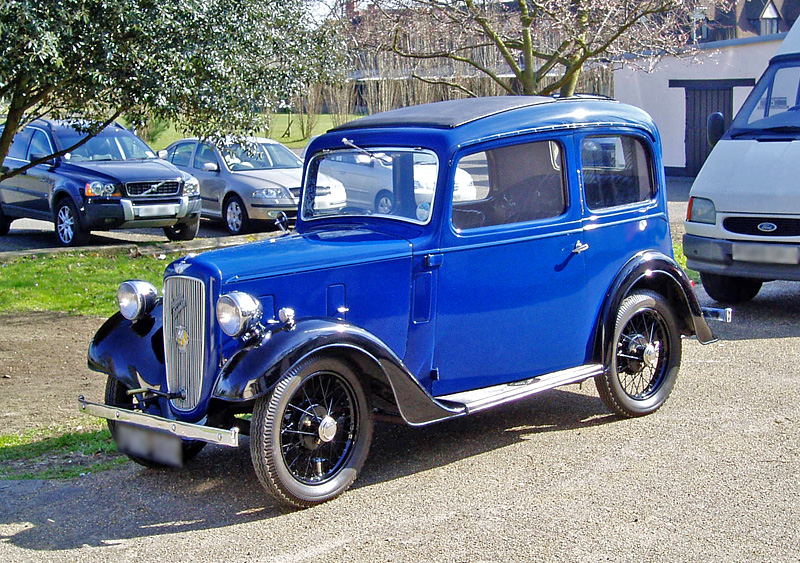
Austin 7 «New Ruby» седан

| Тип | Название | Описание                        | с    | по   |
| --- | -------- | ------------------------------- | ---- | ---- |
| R   |          | алюминиевый или заводской кузов | 1926 | 1927 |
| RK  |          | алюминиевый или заводской кузов | 1927 |      |
| RL  |          | стальной кузов                  | 1930 |      |
| RG  |          | заводской кузов                 | 1930 |      |
| RN  |          | длиннобазный, стальной кузов    |      |      |
| RP  |          |                                 | 1932 |      |
| ARQ | Ruby     | седан                           | 1934 |      |
| ARR | New Ruby | седан                           | 1936 |      |

### Кабриолет

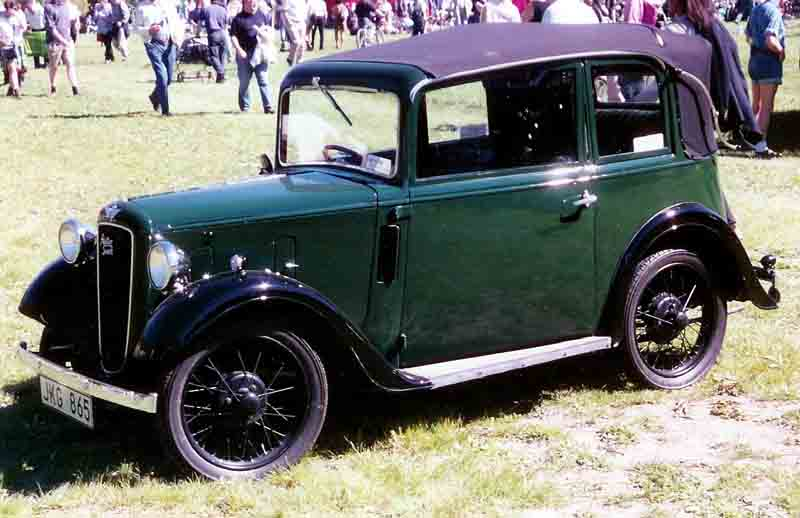
Austin 7 Pearl кабриолет 1935 г. в.

| Тип | Название    | Описание                         | С    | По |
| --- | ----------- | -------------------------------- | ---- | -- |
| AC  | Pearl       | ARQ Ruby с кузовом кабриолет     | 1934 |    |
| ACA | «New» Pearl | ARR New Ruby с кузовом кабриолет | 1936 |    |

### Спортивные

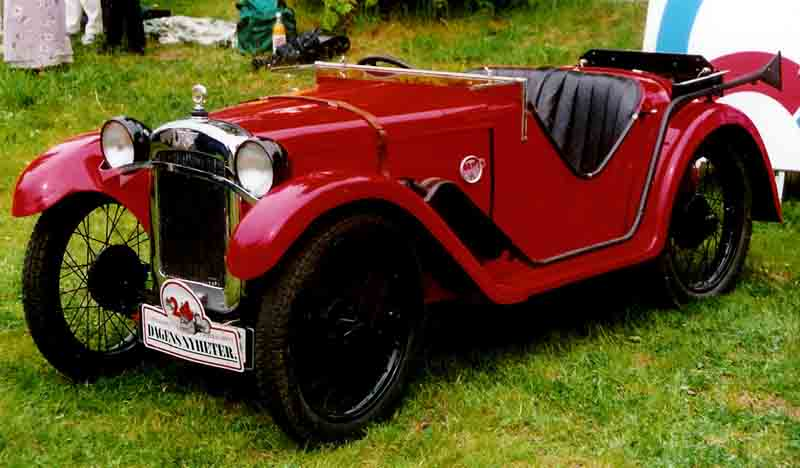
Austin 7 Ulster 1930 г. в.

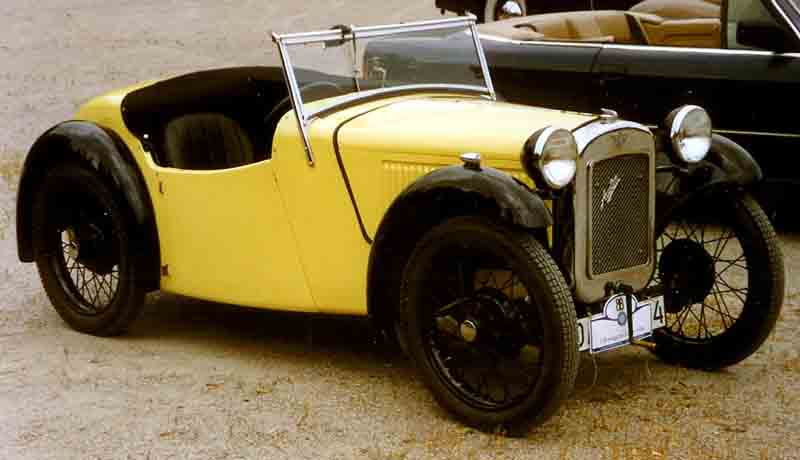
Austin 7 Nippy 1934 г. в.

| Тип            | Название | Описание                                           | С    | По   |
| -------------- | -------- | -------------------------------------------------- | ---- | ---- |
| 50 mph         |          | алюминиевый кузов, длинный багажник                |      | 1926 |
| E Super Sports |          | алюминиевый кузов, без дверей                      | 1927 | 1928 |
| EA Sports      | Ulster   | алюминиевый кузов, без дверей                      |      |      |
| EB 65          | 65       | алюминиевый кузов, стальные «крылья», скруглён зад | 1933 | 1934 |
| AEB            | Nippy    | полностью стальной                                 | 1934 | 1937 |
| EK 75          | Speedy   | алюминиевый кузов, заострённый зад                 |      |      |
| AEK            | Speedy   | передеименованный EK 75                            |      | 1935 |

### Купе
| Тип    | Название | Описание           | С    | По   |
| ------ | -------- | ------------------ | ---- | ---- |
| Type B |          | Upper body fabric. | 1928 | 1931 |

### Грузовики
| Тип         | Название | Описание               | С    | По   |
| ----------- | -------- | ---------------------- | ---- | ---- |
| AB, AC, AD  |          | переделан из турера    | 1923 | 1927 |
| AE          |          |                        | 1929 | 1930 |
| RK          |          | переделан из седана RK |      |      |
| RM          |          | переделан из седана RL |      |      |
| RN          |          | переделан из седана RN |      |      |
| RP          |          | переделан из седана RP | 1933 |      |
| AVH         |          |                        |      |      |
| AVJ and AVK |          | переделан из Ruby      |      | 1939 |